# Jean-Baptiste Boulard
Pour les articles homonymes, voir Boulard.
Jean-Baptiste Boulard (né en 1725 et mort le 28 mars 1789 à Paris) est un menuisier en sièges français.

## Biographie
Il devient maître-menuisier le 17 avril 1755.
En 1777, il devient l'ébéniste du roi de France Louis XVI,.

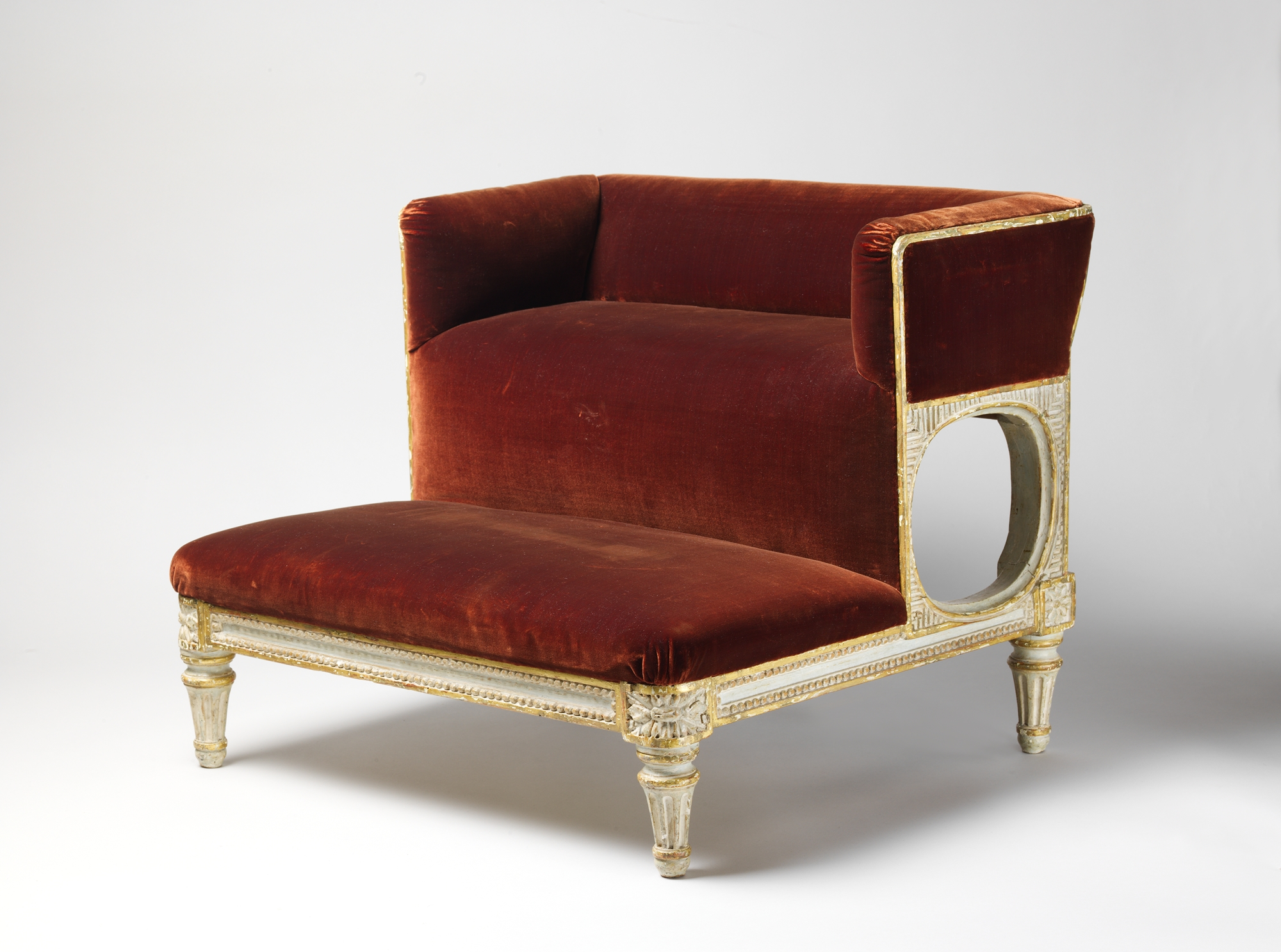
Marchepied de lit de J.B. Boulard au Metropolitan Museum of Art.
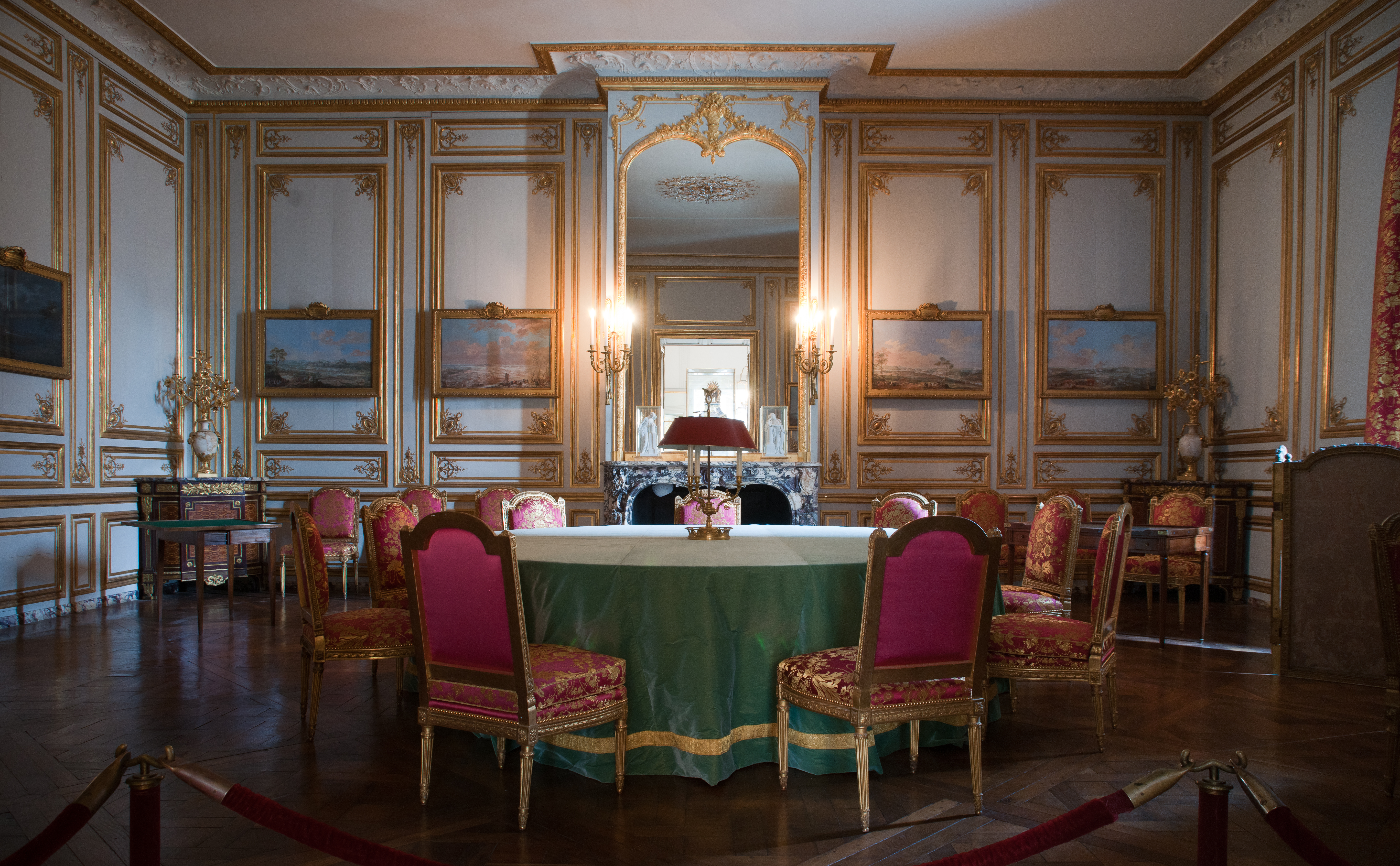
Chaises de J.B. Boulard dans le cabinet des jeux de Louis XVI au Château de Versailles.